# Staatliche Universität für Luftfahrt und Technik Ufa

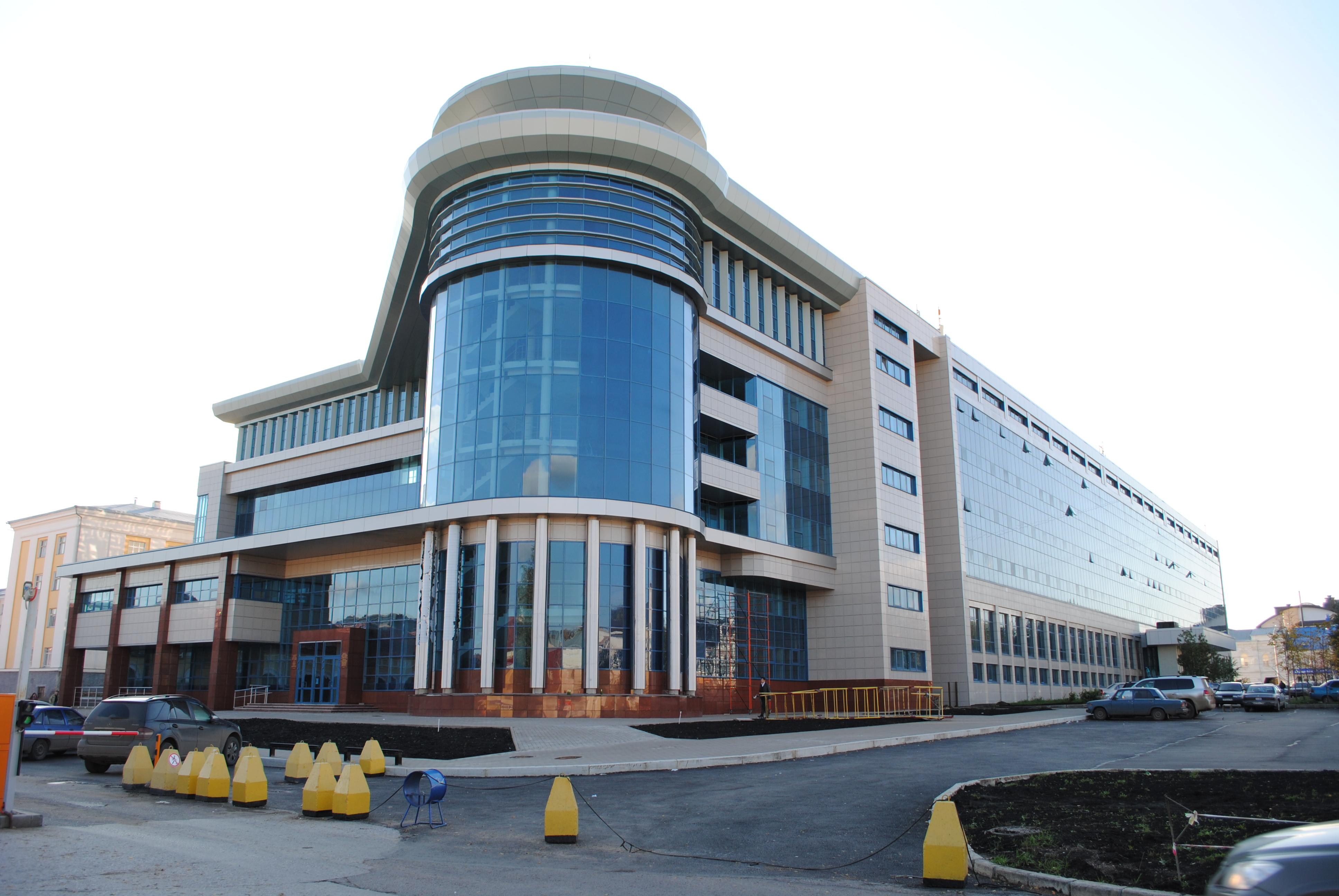
Universitätsgebäude

Die Staatliche Universität für Luftfahrt und Technik Ufa (russisch: Уфимский Государственный Авиационный Технический Университет; baschkirisch: Өфө дәүләт авиация техник университеты, ӨДАТУ) ist eine 1932 gegründete staatlich finanzierte Hochschule mit Sitz in Ufa, Baschkortostan.

## Beschreibung
Die Universität bildet technische Spezialisten für Fabriken und Unternehmen der Luftfahrtbranche aus.
Mit mehr als 16.000 Studierenden an sieben Fakultäten zählt sie zu den größten und bedeutendsten Hochschulen am Südural. Zu den Schwerpunkten der Universität zählen neben der Luft- und Raumfahrt die Ingenieurs- und Materialwissenschaften sowie die Mathematik.

## Fachbereiche
Die Universität bildet Fachkräfte in 61 Fachgebieten aus den Bereichen Raketen- und Raumfahrttechnik, Automatisierung und Steuerung, Wirtschaftswissenschaften, Maschinenbau und Metallverarbeitung, Instrumententechnik, Elektrotechnik, Funktechnik, Elektromechanik und angewandter Technik aus Mathematik, Informations- und Computertechnologie aus.
Sie verfügt über folgende Fakultäten:
- Fakultät für Luftfahrttechnologien und -Materialien
- Fakultät für militärisch-technische Ausbildung
- Fakultät für Wirtschaftswissenschaften und Management
- Fakultät für Flugmotoren, Energie und Verkehr
- Fakultät für Avionik, Energie und Infokommunikation
- Fakultät für Notfallschutz
- Fakultät für Informatik, Mathematik und Robotik

## Lage
Die Staatliche Universität für Luftfahrt und Technik befindet sich in der Karl-Marx-Straße 12 in Ufa. Auf dem Campus befindet sich ein MiG-19P-Denkmal und vor dem Gebäude Nr. 9 eine Büste von Juri Alexejewitsch Gagarin.